# Digital arv
Digital arv er et udtryk, der anvendes om de efterladenskaber, en afdød har gemt på PC'er eller andre digitale medier. Efter den nugældende lovgivning har arvinger ikke mulighed for at få adgang til disse oplysninger, medmindre den afdøde har gemt adgangskoderne f.eks. hos en pårørende, en advokat eller en tjenesteudbyder, der tilbyder at gemme adgangskoder o.lign. Politikere fra partier, der udgør et flertal i Folketinget har erklæret vilje til at finde en løsning på dette spørgsmål, som bl.a. indebærer risiko for, at værdifuld kulturarv går tabt, fordi mange kilder ikke længere findes overleveret på papir.